# Casa de Jacques EskEnazi Aguilerun
La Casa de Jacques EskEnazi Aguilerun es un inmueble de estilo art decó situado en La Avenida, Ensanche Modernista de la ciudad española de Melilla que forma parte del Conjunto Histórico Artístico de la Ciudad de Melilla, un Bien de Interés Cultural.

## Historia

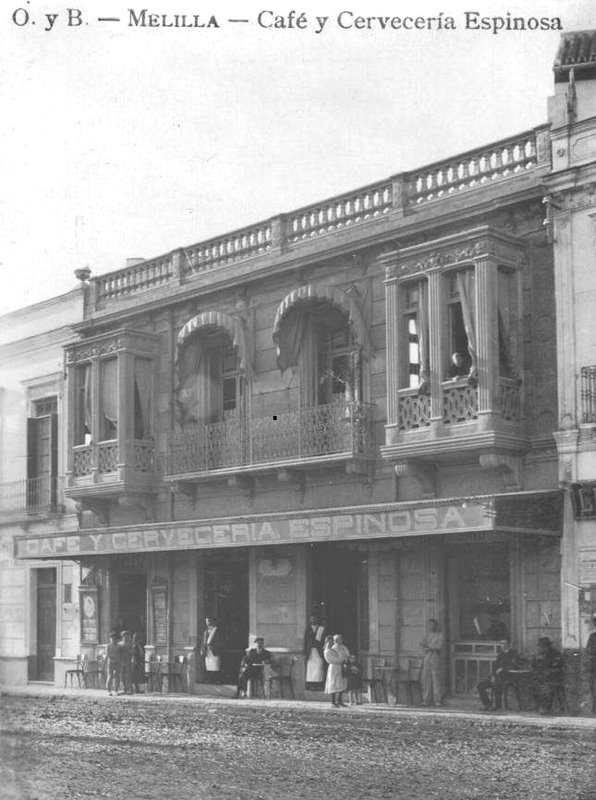

El edificio, construido hacia 1909, fue ampliado entre 1936 y 1938 en dos plantas según proyecto del arquitecto Enrique Nieto, con Juan Sánchez Calleja como contratista, aprovechando el reforzamiento de su estructura por la oxidación de las viguetas y la caída del falso techo del Café España.
En el 2008 se transforma con proyecto de Antonio Pérez Muiño.

## Descripción
Está construido en ladrillo macizo y dispone de planta baja, cuatro sobre esta y otra retranqueada. Su única fachada presenta una composición un tanto similar a la derribada Casa Paraíso, está compuesta de unos bajos austeros, con una balconada en la principal flanqueada por unos miradores de tres plantas, situándose en la primera y segunda balcones con rejerías, en la tercera de fábrica los centrales, rematándose todo con una cornisa en el centro y coronamientos en los laterales.